# 샬로트 칼라
마리나 샬로트 칼라(스웨덴어: Marina Charlotte Kalla, 1987년 7월 22일~)는 스웨덴의 여자 크로스컨트리 스키 선수이다. 러시아 소치에서 개최된 2014년 동계 올림픽 여자 크로스컨트리 10km 클래식 경기에서 은메달을 획득했고, 단체 릴레이 종목에서 금메달을 획득했다.

## 성적

### 동계 올림픽
| 년도 | 대회일   | 장소          | 종목            | 결과           | 메달 |
| ---- | -------- | ------------- | --------------- | -------------- | ---- |
| 2010 | 2월 15일 | 캐나다 밴쿠버 | 10km 프리스타일 | 1위 (24:58.4)  |      |
| 2010 | 2월 22일 | 캐나다 밴쿠버 | 단체 스프린트   | 2위 (18:04.2)  |      |
| 2014 | 2월 8일  | 러시아 소치   | 스키애슬론      | 2위 (38:35.4)  |      |
| 2014 | 2월 13일 | 러시아 소치   | 10km 클래식     | 2위 (28:36.2)  |      |
| 2014 | 2월 15일 | 러시아 소치   | 여자 계주       | 1위 (53:02.7)  |      |
| 2018 | 2월 10일 | 대한민국 평창 | 스키애슬론      | 1위 (40:44.9)  |      |
| 2018 | 2월 15일 | 대한민국 평창 | 10km 프리스타일 | 2위 (25:20.8)  |      |
| 2018 | 2월 17일 | 대한민국 평창 | 여자 계주       | 2위 (51:26.3)  |      |
| 2018 | 2월 21일 | 대한민국 평창 | 단체 스프린트   | 2위 (15:56.66) |      |